# 攝津本山站

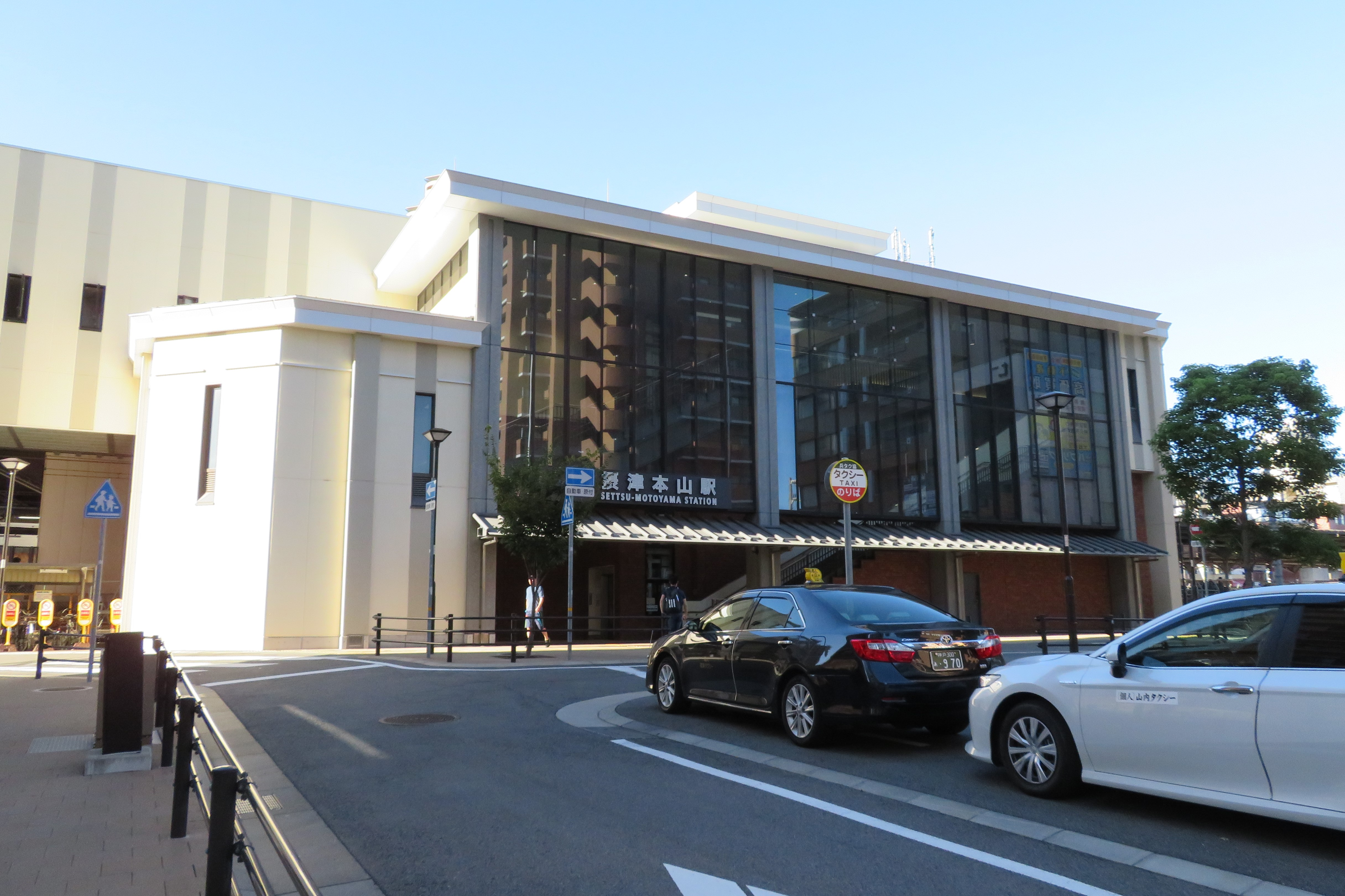
南出口

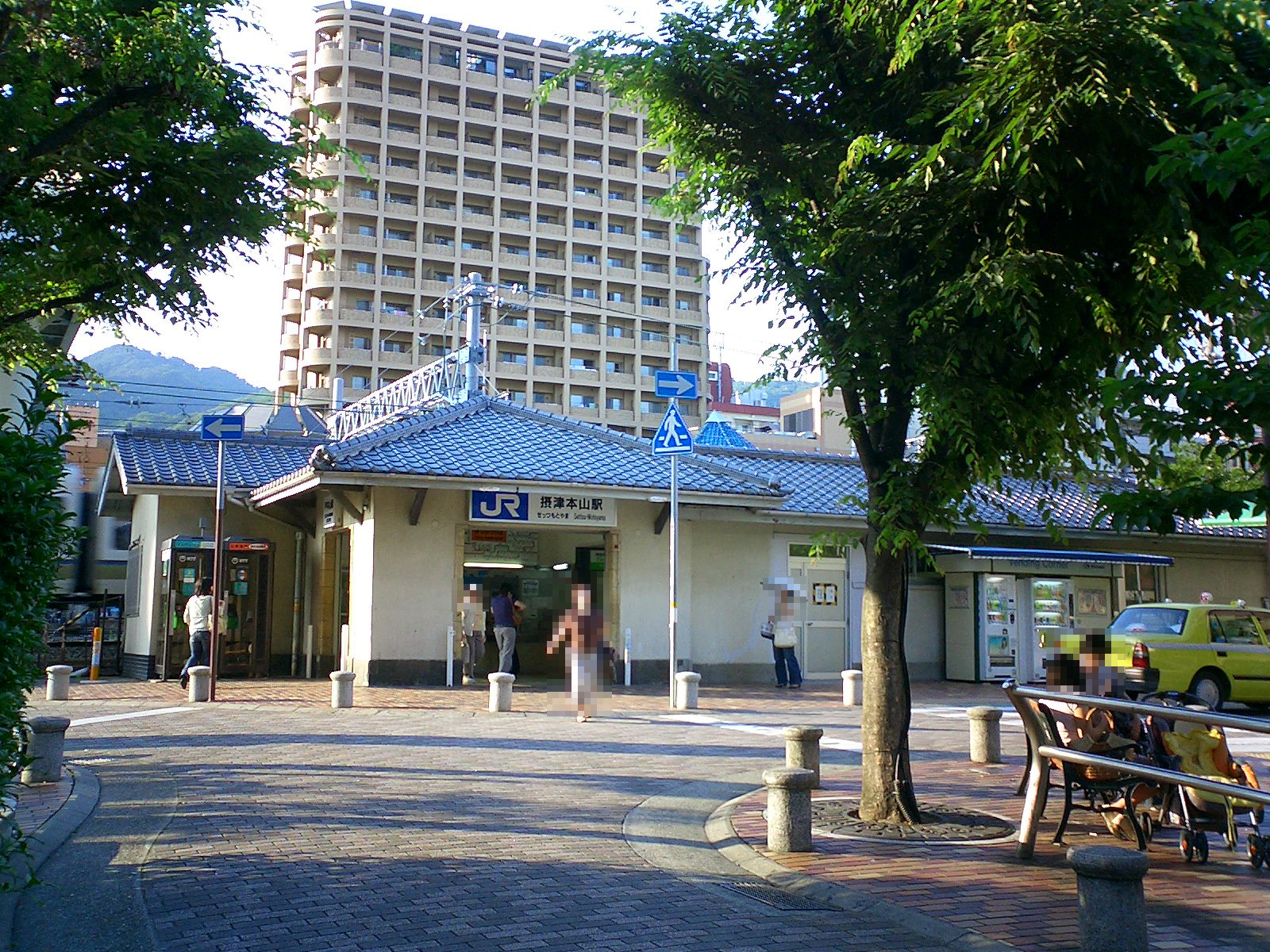
舊南出口車站大樓

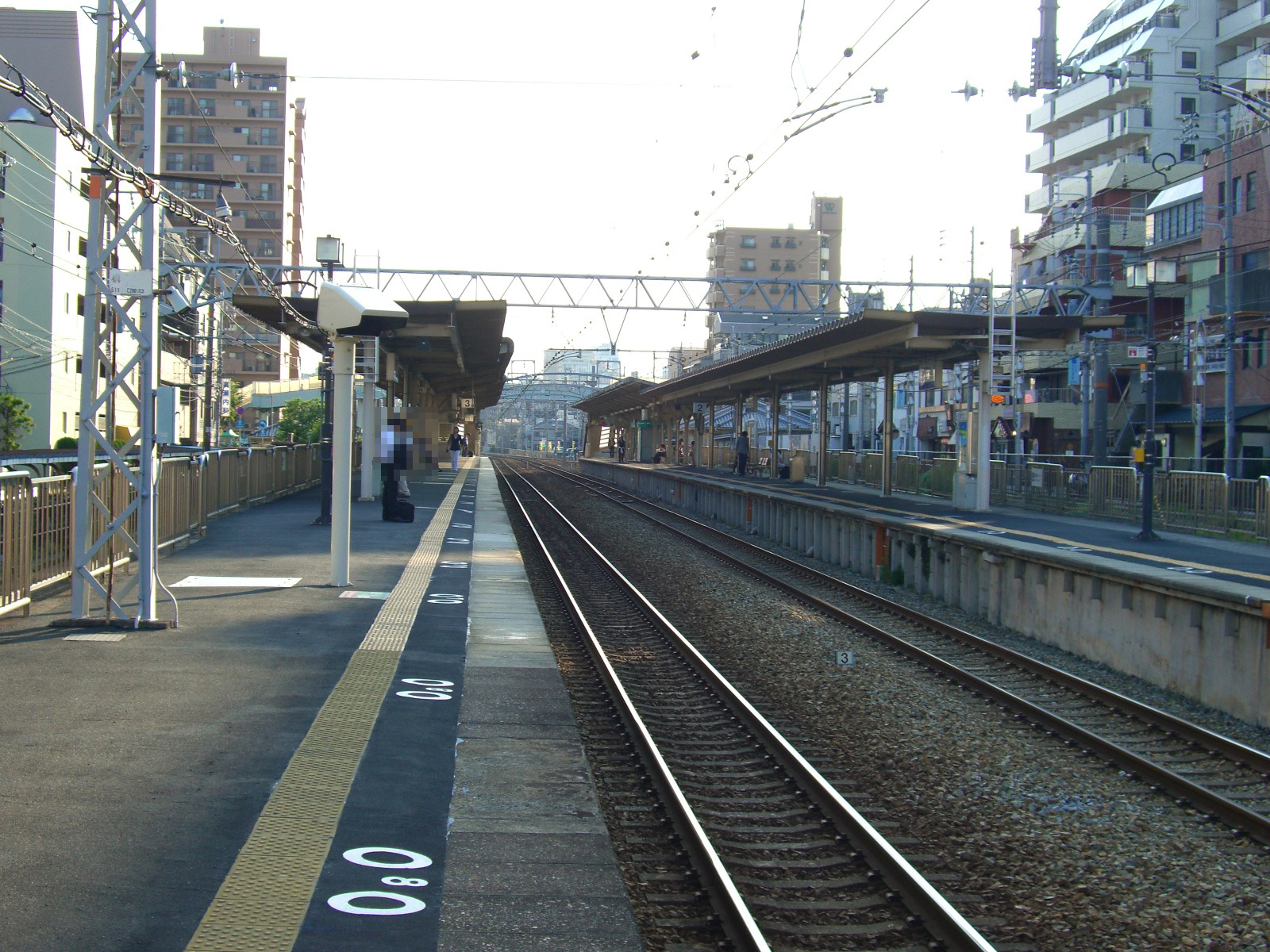
月台

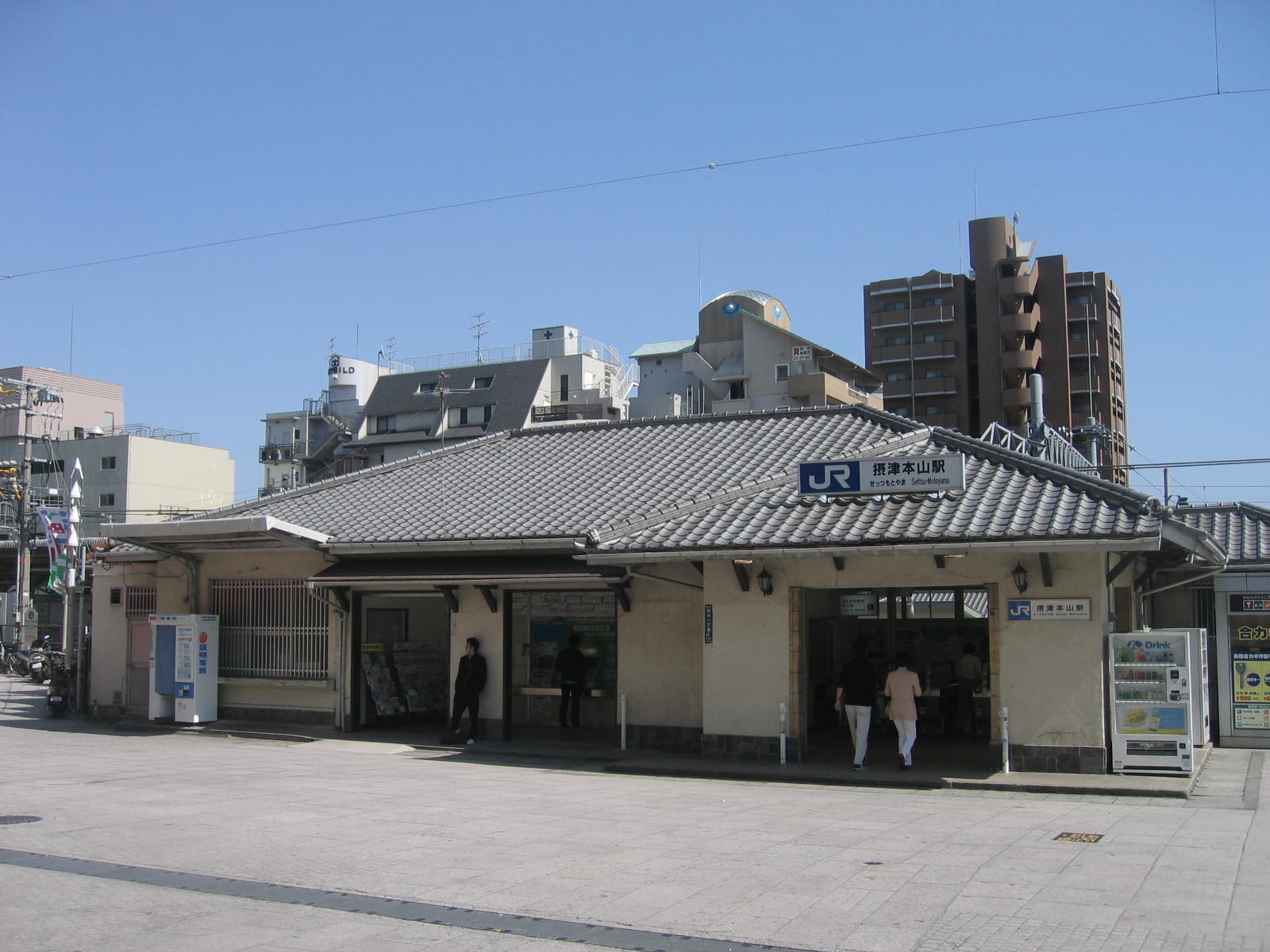
舊北出口車站大樓（2012年拆毀）

攝津本山站（日语：／ Settsu-Motoyama eki */?）是位於兵庫縣神戶市東灘區岡本一丁目，西日本旅客鐵道（JR西日本）東海道本線（JR神戶線）的車站。車站編號為JR-A56。

## 歷史
在1934年（昭和9年）7月20日，吹田站至須磨站之間的省線電車開始營運，當時塚本站、立花站、甲子園口站、六甲道站、元町站均同時啟用，而攝津本山站較遲啟用。在此站啟用前於1920年（大正9年）7月16日，阪神急行電鐵（後來為阪急電鐵）岡本站已經在此站北邊啟用。
當時車站是位於本山村，當時未編入至神戶市。隨著發表電氣化運行計劃時，發起了新設此站的請願活動，但是仍然沒有決定建設此站。當時村的協議會於1934年（昭和9年）3月15日再向大阪鐵道局請願。在5月5日進行徵地並提供補償，把4000坪土地用作興建車站，開始認可建設車站。
在阪神大地震後，阪急電鐵一方為了防止乘客從本來乘坐阪急改為從此站經新快速停車站蘆屋站前往大阪方向，因此岡本站加設特急停車站以作對抗。

### 年表
- 1935年（昭和10年）12月25日 - 國有鐵道東海道本線蘆屋站至住吉站之間新設此站。為旅客車站。
- 1987年（昭和62年）4月1日 - 伴隨國鐵分割民營化，車站由西日本旅客鐵道（JR西日本）營運。
- 1988年（昭和63年）3月13日 - 制定路線別名「JR京都線」。
- 1995年（平成7年）
  - 1月17日 - 發生阪神大地震，此站停止營業。
  - 2月8日 - 蘆屋站至住吉站之間重開，此站也再次營運。
- 1997年（平成9年）2月16日 - 引入JR神戶線標準進站音樂「細波」。
- 2002年（平成14年）7月29日 - 引入JR京都・神戶線運行管理系統（日语：アーバンネットワーク運行管理システム#JR京都・神戸線システム）。
- 2003年（平成15年）11月1日 - 此站可以使用IC卡ICOCA[1]。
- 2007年（平成19年）
  - 3月18日 - 北出口與南出口的閘内設置等離子資訊顯示牌。更新車站自動廣播（日语：駅自動放送）。
  - 8月17日 - 北出口與南出口的閘外設置AED。
- 2011年（平成23年）12月18日 - 南出口車站大樓遷移至臨時車站大樓。
- 2012年（平成24年）
  - 1月10日 - 隨著跨站式站房工程進展，於站西邊設置的南北連接行人天橋停止使用，於售票機發行免費的「南北通行證」，可於站內地下通道通行。
  - 6月8日 - 北出口車站大樓遷移至臨時車站大樓。
- 2013年（平成25年）11月24日 - 南北公眾通道與跨站式站房開始使用。設置升降機、電梯（只於閘內）、多功能廁所。同時，月台向三之宮、姬路方向遷移4卡車廂長度的距離。
- 2014年（平成26年）10月26日 - 閘外的電梯開始使用。同時車站內商店開業[2]。
- 2015年（平成27年）
  - 3月12日 - 進站警告聲停止使用，進站音樂JR神戶線標準「細波」的音質變更[3]。
  - 3月14日 - 站前廣場工程完成。同時，整個跨站式站房工程完成。
- 2018年（平成30年）3月17日 - 引入車站編號並開始使用[4]。

## 車站構造
車站為一座設有跨站式站房的地面車站，設有2面4線的島式月台。外側線的列車不會停車，因此外側的1、4號月台設有柵欄，列車只會在內側2、3號月台上下乘客。設有轉轍器和絶對信號機，被定義為停留所。本線部分月台可容納8卡車廂，由於大阪一方的舊月台還未撒走，因此若包含該空間，則可容納12卡車廂。此站只有普通列車停靠。
在地面車站大樓時代，車站沒有升降機與電梯。周邊居民對於設置無障礙設施的號召下，在2008年9月當地自治會、婦人會等收集了約2萬3千人的簽名，向JR西日本與神戶市請願，要求加設無障礙設施。隨後，JR西日本和神戶市決定把舊車站大樓拆毀，並興建新跨站式站房。在新跨站式站房與月台之間加設電梯與升降機，另外也開設南北公眾通道。工程於2011年開始，在2013年11月24日開始使用。
此站位於JR特定都區市內制度中，「神戶市內」的車站。在都市網絡範圍內的車站。此站可使用ICOCA與互相使用的IC卡。此站為直營車站，由三之宮站管理，設有地區站站長。

### 月台配置
| 月台 | 路線     | 方向 | 軌道   | 目的地                             |
| ---- | -------- | ---- | ------ | ---------------------------------- |
| 1    | JR神戶線 | 上行 | 外側線 | （只供通過列車使用，設有柵欄圍封） |
| 2    | JR神戶線 | 上行 | 內側線 | 尼崎、大阪、北新地方向             |
| 3    | JR神戶線 | 下行 | 內側線 | 三之宮、姬路方向                   |
| 4    | JR神戶線 | 下行 | 外側線 | （只供通過列車使用，設有柵欄圍封） |

- 以上的路線名是使用旅客資訊上的名稱（別名、愛稱）。

## 時間表
在日間時段中，每小時設有8班列車。在早上繁忙時段會較多班次。

## 使用情況
根據《兵庫縣統計書》、《數據中看見JR西日本》，在2018年（平成30年）度1日平均上車人次為22,688人。
以下為近年1日平均上車人次列表：
| 年度   | 1日平均 上車人次 |
| ------ | ---------------- |
| 1999年 | 20,666           |
| 2000年 | 20,993           |
| 2001年 | 21,152           |
| 2002年 | 21,066           |
| 2003年 | 21,523           |
| 2004年 | 21,730           |
| 2005年 | 21,739           |
| 2006年 | 22,428           |
| 2007年 | 22,710           |
| 2008年 | 22,740           |
| 2009年 | 22,383           |
| 2010年 | 22,835           |
| 2011年 | 22,966           |
| 2012年 | 23,041           |
| 2013年 | 23,533           |
| 2014年 | 22,351           |
| 2015年 | 23,060           |
| 2016年 | 22,995           |
| 2017年 | 23,073           |
| 2018年 | 22,668           |

## 車站周邊
- 的士站（南出口為正式的士站，在北出口北邊的山手幹線上為非正式的士站）
- 甲南大學（西北方）
- 岡本站（阪急神戶線） - 步行只需6分鐘。不是官方指定轉乘站但是兩站距離很近。
- 神戸藥科大學（日语：神戸薬科大学）（東北方）
- 岡本梅林公園（日语：岡本梅林公園）（北方）
- 山手幹線（日语：山手幹線）

## 巴士路線
- 神戶市巴士（JR本山站前巴士站）
  - 30系統（日语：神戸市バス魚崎営業所#30系統）　阪神深江、東灘高校（日语：兵庫県立東灘高等学校）、深江濱町方向
  - 31系統（日语：神戸市バス魚崎営業所#31系統）　JR甲南山手/渦森台方向
  - 33系統（日语：神戸市バス魚崎営業所#33系統）　JR甲南山手/阪神御影南口方向
  - 34系統（日语：神戸市バス魚崎営業所#34系統）　JR甲南山手/魚崎濱町方向
  - 43系統　神大海事科學部前、Sunshine Wharf（日语：サンシャインワーフ神戸）方向
- 港觀光巴士（日语：みなと観光バス (神戸市)）（阪急岡本站南巴士站）
  - 11系統（日语：みなと観光バス (神戸市)#岡本直行便　11系統）　直達六甲人工島
  - 12系統（日语：みなと観光バス (神戸市)#芦屋・夙川線　12系統）　阪神御影、六甲人工島方向／夙川綠鎮（日语：夙川グリーンタウン）（阪急夙川站）方向

## 站名來源
此站來自舊攝津國與武庫郡本山村。但是香川縣已經設有本山站。因此此站冠上「攝津」以作區別。在此站啟用後約1年，1937年1月1日，宇部電氣鐵道（現時為小野田線）本山站（後來改名為長門本山站）啟用。遵循慣例，冠上了舊國名「攝津」的車站，只有攝津富田站（JR京都線）與此站，私鐵中沒有這樣做。

## 相鄰車站
西日本旅客鐵道
 JR神戶線（東海道本線）
■新快速、■快速
通過
■普通（包括直通至JR東西線、學研都市線內的區間快速列車）
甲南山手（JR-A55）－攝津本山（JR-A56）－住吉（JR-A57）

## 外部連結
- 攝津本山｜車站資訊：JR出門網 - 西日本旅客鐵道